# Tabernaemontana leeuwenbergiana
Tabernaemontana leeuwenbergiana är en oleanderväxtart som beskrevs av J.F Morales. Tabernaemontana leeuwenbergiana ingår i släktet Tabernaemontana och familjen oleanderväxter. Inga underarter finns listade i Catalogue of Life.